# Hyalonema weltneri
Hyalonema weltneri är en svampdjursart som beskrevs av Schulze 1894. Hyalonema weltneri ingår i släktet Hyalonema och familjen Hyalonematidae. Inga underarter finns listade i Catalogue of Life.